# روستا

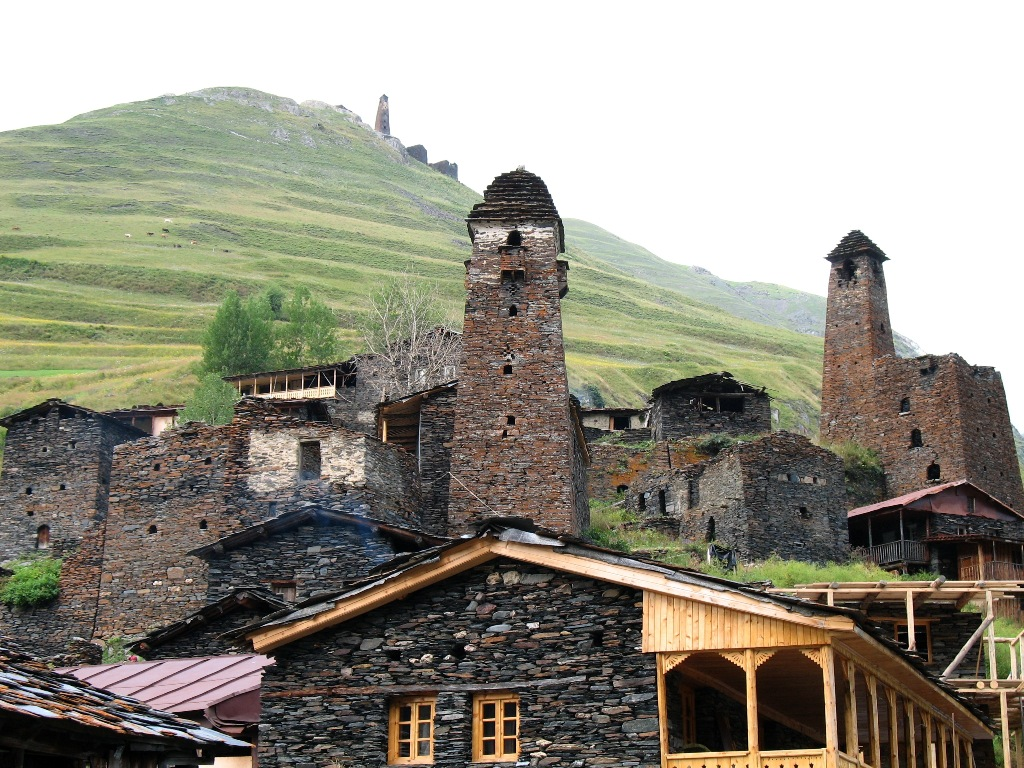
روستایی در گرجستان

روستا به اجتماع یا سکونتگاه انسانی اشاره دارد که بزرگتر از آبادی اما کوچکتر از شهرک است و جمعیت آن معمولاً از چند صد تا چند هزار نفر متغیر است.

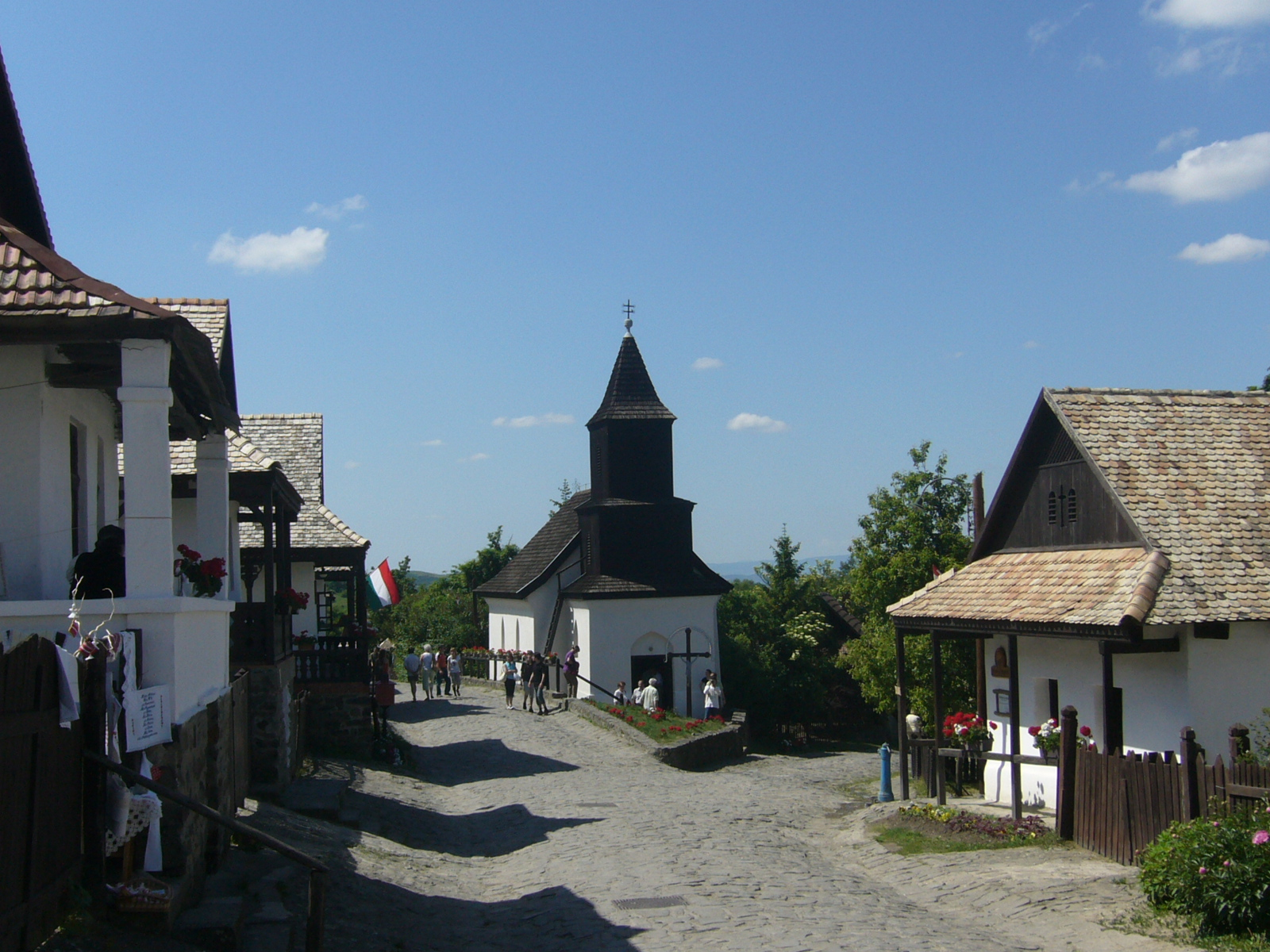
نمایی از روستای هولوکو در مجارستان؛ یکی از میراث جهانی یونسکو.

اگرچه روستاها بیشتر در محدوده روستایی جای دارند، واژه دهکده شهری نیز به محله‌های شهری ویژه‌ای گفته می‌شود. روستاها به‌طور معمول دائمی هستند و دارای خانه‌های ثابت هستند. با این حال، روستاهای موقت نیز وجود داشته‌اند، افزون بر این، خانه‌های یک روستا نسبتاً نزدیک به یکدیگر هستند و به‌عنوان یک سکونتگاه پراکنده در سطح گسترده‌ای از چشم‌اندازها و زمین روستا، پراکنده نیستند.
در گذشته، روستاها برای جوامعی که کشاورزی معیشتی انجام می‌دادند و همچنین برای برخی از جوامع غیرکشاورزی، شکل معمول اجتماع بودند.

## واژه‌شناسی
روستا واژهٔ معرب رستاق از کلمات اصیل ایرانی است. روستا به شکل روستاک در زبان پارسی میانه و رُزداق در زبان اوستایی آمده است.
واژه دِه در پارسی میانه به‌شکل ده، در پارسی باستان به معنی سرزمین، و در اوستا به‌شکل دخیو آمده است.
رستاق در مناطق شمالی و شمال غربی ایران، برای نام گذاری دهستان‌ها بکار رفته است. از چند نمونه رستاق‌ها می‌توان به: زانوس‌رستاق، دلارستاق، نمارستاق و کلارستاق اشاره کرد.

## تعریف‌های دیگر
در عرف ده عبارت از محدوده‌ای از فضای جغرافیایی است که واحد اجتماعی کوچکی مرکب از تعدادی خانواده که نسبت به هم دارای نوعی احساس دلبستگی، عواطف و علائق مشترک هستند، در آن تجمع می‌یابند و بیشتر فعالیت‌هایی که برای تأمین نیازمندی‌های زندگی خود انجام می‌دهند، از طریق استفاده و بهره‌گیری از زمین و در درون محیط مسکونی‌شان صورت می‌گیرد، این واحد اجتماعی که اکثریت افراد آن به کار کشاورزی اشتغال دارند در عرف محل ده نامیده می‌شود.
- پلاسید رامبد جامعه‌شناس فرانسوی می‌گوید: ده واحد اجتماعی ویژه‌ای است که با یک فضا در ارتباط متقابل است و این فضا به عنوان یک عنصر ضروری در نظام اجتماعی ده نقش دارد و به این ترتیب ده دارای بعد اجتماعی است که می‌تواند یکی از عوامل اساسی تشکیل دهنده آن به‌شمار رود. ده محصول کنش‌های متقابل گروه‌های انسانی و فضا است، میان اعضای ده رابطه‌ای محلی وجود دارد که نتیجه کنشهای متقابل تاریخی است و موجب پیدا شدن حافظه جمعی و محلی است و در نتیجه نوعی وجدان یا شعور جمعی به وجود می‌آورد.

## بر پایه کشور

### ایران

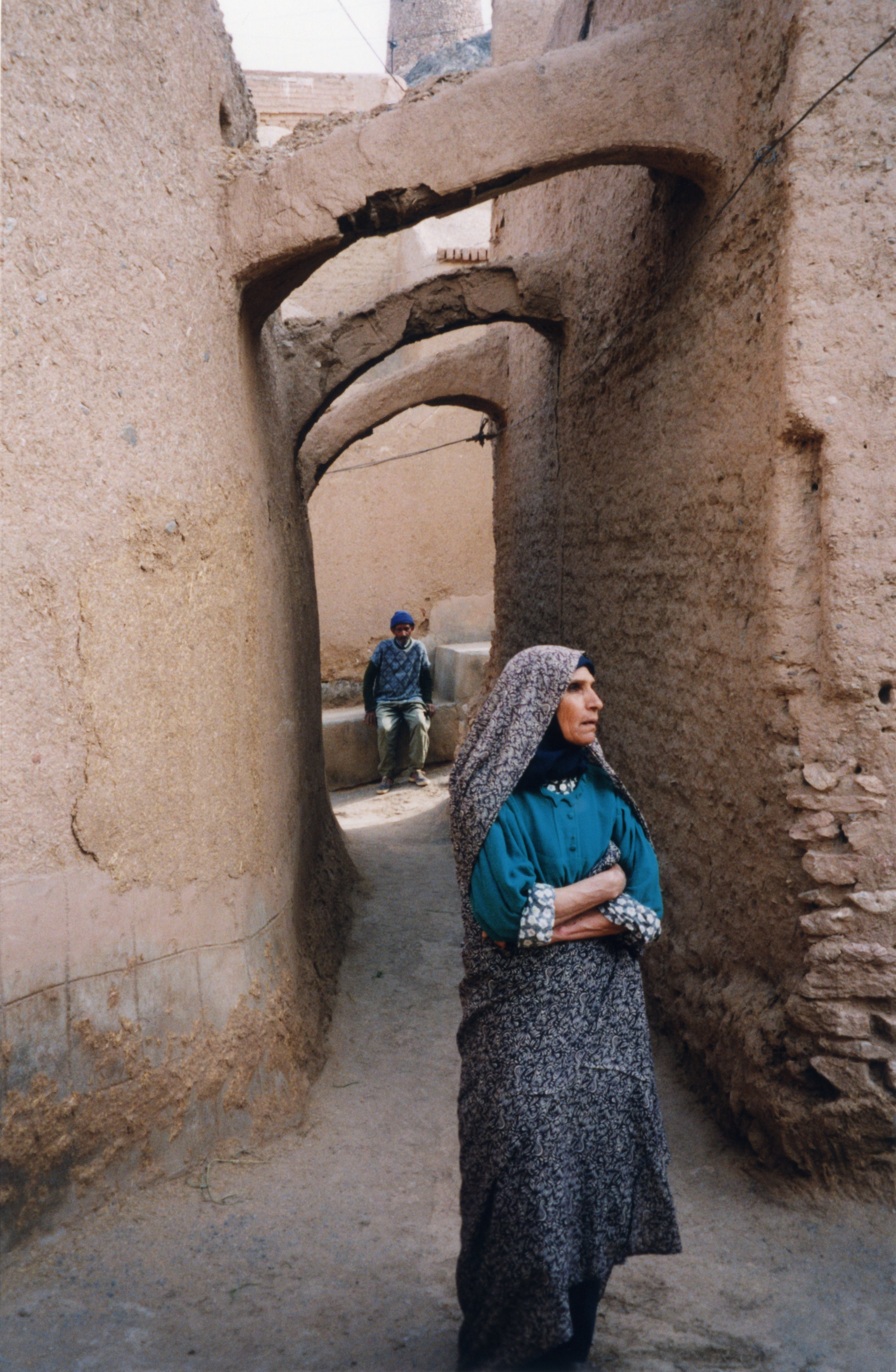
روستایی در کویر ایران

قانون تعاریف و ضوابط تقسیمات کشوری، ‌نسخهٔ تیر ۱۳۶۲، روستا را چنین تعریف می‌کند: «روستا» که از دید وضعیت طبیعی، اجتماعی، فرهنگی و اقتصادی همگون بوده و با قلمرو معیّن ثبتی یا عرفی مستقل شناخته شود. روستا از دست کم ۲۰ خانوار یا صد نفر ساکن متمرکز یا پراکنده تشکیل می‌شود. اکثریت ساکنان دائمی روستا به‌طور مستقیم یا غیر مستقیم به فعّالیت در زمینهٔ کشاورزی،دامداری، باغداری، صنایع روستایی یا صید اشتغال دارند. روستا در عرف به عنوان ده، آبادی، قلعه، دهکده یا قریه نیز نامیده می‌شود.
درقانون اصلاحات ارضی در ایران ده چنین تعریف می‌شده است: ده یا روستا عبارت از یک مرکز جمعیت و محل سکونت و کار تعدادی خانواده که در اراضی آن ده به کار کشاورزی اشتغال دارند و درآمد بیشتر آنان از طریق کشاورزی حاصل می‌شود.
- رامبد می‌گوید: روستا برآیندی از عناصر طبیعی و عناصر ساخته شده است که به گونه‌ای زمینه سازگاری فرد را با جامعه فراهم می‌آورد و موجب جامعه پذیری می‌شود. در ده بین گروه و فضای جغرافیایی محدود و بسته و ثابت نوعی روابط اقتصادی - اجتماعی - فرهنگی وجود دارد و این روابط موجب پیدایش وحدت و یکپارچگی گروه می‌شود و آن را از گروه دیگر متمایز می‌سازد. اجتماع ده دارای نیروی معنوی مسلط بر اعضایش است که بر رفتار افراد نظارت عالیه شدید دارد و آن‌ها را به پیروی از هنجارهای اجتماعی وادار می‌کند و این نیروی معنوی همان سنت‌های روستایی و قوانین ثابتی است که بر جامعه ده حاکم است.